# Procesy załogi Flossenbürga przed Trybunałem Wojskowym w Dachau
Procesy załogi Flossenbürga przed Trybunałem Wojskowym w Dachau – procesy członków personelu byłego hitlerowskiego obozu koncentracyjnego Flossenbürg, które odbyły się w latach 1946–1947 przed amerykańskim Trybunałem Wojskowym w Dachau. Wszystkim oskarżonym zarzucano popełnienie zbrodni wojennych i przeciw ludzkości, a zwłaszcza mordowanie, katowanie, torturowanie i głodzenie więźniów obozu.

## Proces załogi Flossenbürga (US vs. Friedrich Becker i inni)w dniach 12 czerwca 1946 – 22 stycznia 1947 roku
Był to największy i najważniejszy powojenny proces członków personelu obozu we Flossenbürgu. Na ławie zasiadło 34 esesmanów (w tym komendanci podobozów, członkowie Wydziału Politycznego obozu i członkowie plutonu egzekucyjnego) oraz 12 więźniów funkcyjnych. Zarzuty oskarżenia obejmowały nieludzkie traktowanie więźniów obozu, przede wszystkim ich masową eksterminację, głodzenie, bicie i maltretowanie przez niewolniczą pracę (co dotyczyło zwłaszcza okolicznego kamieniołomu, który był prawdziwą „mordownią” więźniów). Po stosunkowo długim, trwającym ponad 6 miesięcy procesie, 41 oskarżonych uznano za winnych (z tego 15 skazano na karę śmierci przez powieszenie, 12 na dożywotnie pozbawienie wolności, a 14 na terminowe kary pozbawienia wolności). 5 oskarżonych uniewinniono. Z 15 wyroków śmierci wykonano 12 (pozostałe trzy kary śmierci zamieniono na dożywotnie pozbawienie wolności). Skazańców powieszono w więzieniu Landsberg.

## Proces załogi Flossenbürga (US vs. Wilhelm Loh i inni) w dniach 5–12 listopada 1947 roku
Na ławie oskarżonych zasiadło trzech członków załogi Flossenbürga (w tym dwóch kapo). Wszyscy skazani zostali na karę śmierci przez powieszenie, ale wyroki te zamieniono w akcie łaski na dożywotnie pozbawienie wolności.
Wyrok amerykańskiego Trybunału Wojskowego w procesie załogi Flossenbürga (USA vs. Wilhelm Loh i inni):
| Oskarżony       | Stopień            | Funkcja            | Wyrok                                                                         |
| --------------- | ------------------ | ------------------ | ----------------------------------------------------------------------------- |
| Wilhelm Loh     | SS-Oberscharführer | komendant podobozu | śmierć przez powieszenie (karę zamieniono na dożywotnie pozbawienie wolności) |
| Edmund Wissmann | więzień funkcyjny  | kapo               | śmierć przez powieszenie (karę zamieniono na dożywotnie pozbawienie wolności) |
| Martin Humm     | więzień funkcyjny  | kapo               | śmierć przez powieszenie (karę zamieniono na dożywotnie pozbawienie wolności) |

## Proces załogi Flossenbürga (US vs. Max Fischer i inni) w dniach 6–19 listopada 1947 roku
Tym razem na ławie oskarżonych zasiadło 5 osób. Wszyscy zostali uznani za winnych. Dwóch oskarżonych skazano na dożywotnie pozbawienie wolności, a pozostałych trzech na terminowe kary pozbawienia wolności od 17 do 2 lat.
Wyrok amerykańskiego Trybunału Wojskowego w procesie załogi Flossenbürga (USA vs. Wilhelm Loh i inni):
| Oskarżony      | Stopień             | Funkcja                          | Wyrok                           |
| -------------- | ------------------- | -------------------------------- | ------------------------------- |
| Max Fischer    | SS-Oberscharführer  | kierownik komanda więźniarskiego | dożywotnie pozbawienie wolności |
| Johann Fuchs   | więzień funkcyjny   | kapo                             | dożywotnie pozbawienie wolności |
| Adolf Seubert  | SS-Unterscharführer | kierownik komanda więźniarskiego | 17 lat pozbawienia wolności     |
| Paul Törmer    | więzień funkcyjny   | oberkapo                         | 15 lat pozbawienia wolności     |
| Philipp Möller | więzień funkcyjny   | kapo                             | 2 lata pozbawienia wolności     |

## Proces załogi Flossenbürga (US vs. Ewald Heerde i inni) w dniach 10 listopada – 12 grudnia 1947 roku
Na ławie oskarżonych zasiadło 6 osób. Jeden oskarżony skazany został na śmierć (wyrok wykonano), dwóch na dożywotnie pozbawienie wolności, dwóch na krótkoterminowe kary pozbawienia wolności i jeden uniewinniony.
Wyrok amerykańskiego Trybunału Wojskowego w procesie załogi Flossenbürga (USA vs. Ewald Heerde i inni):
| Oskarżony        | Stopień             | Funkcja                      | Wyrok                                                            |
| ---------------- | ------------------- | ---------------------------- | ---------------------------------------------------------------- |
| Heinrich Schmitz | pracownik cywilny   | lekarz obozowy               | śmierć przez powieszenie (wyrok wykonano 26 listopada 1948 roku) |
| Sepp Schmatz     | SS-Hauptscharführer | Rapportführer                | dożywotnie pozbawienie wolności                                  |
| Friedrich Becker | SS-Oberscharführer  | Arbeitseinsatzführer         | dożywotnie pozbawienie wolności                                  |
| Otto Rink        | SS-Untersturmführer | oficer kompanii wartowniczej | 3 lata pozbawienia wolności                                      |
| Ewald Heerde     | SS-Rottenführer     | Blockführer                  | 3 lata pozbawienia wolności                                      |
| Georg Gutjahr    | nieznany (SS)       | strażnik                     | uniewinniony                                                     |

## Proces załogi Flossenbürga (US vs. Karl Mayer i inni) w dniach 10–28 listopada 1947 roku
Na ławie oskarżonych zasiadło 6 osób. Czterech oskarżonych skazanych zostało na dożywotnie pozbawienie wolności i dwóch na terminowe kary pozbawienia wolności.
Wyrok amerykańskiego Trybunału Wojskowego w procesie załogi Flossenbürga (USA vs. Karl Mayer i inni):
| Oskarżony           | Stopień             | Funkcja                          | Wyrok                                                                            |
| ------------------- | ------------------- | -------------------------------- | -------------------------------------------------------------------------------- |
| Josef Bergmüller    | SS-Oberscharführer  | kierownik kuchni obozowej        | dożywotnie pozbawienie wolności                                                  |
| Karl Hänsel         | SS-Hauptscharführer | kierownik kuchni obozowej        | dożywotnie pozbawienie wolności                                                  |
| Karl Mayer          | więzień funkcyjny   | Lagerältester                    | dożywotnie pozbawienie wolności                                                  |
| Herbert Kirsammer   | SS-Hauptsturmführer | kierownik administracji obozowej | dożywotnie pozbawienie wolności (kara zamieniona na 25 lat pozbawienia wolności) |
| Kurt Stelzner       | więzień funkcyjny   | starszy bloku                    | 20 lat pozbawienia wolności (kara zamieniona na 10 lat pozbawienia wolności)     |
| Fritz Schlundermann | SS-Mann             | gestapo obozowe                  | 5 lat pozbawienia wolności                                                       |

## Proces załogi Flossenbürga (US vs. Ferdinand Wilhelm i inni) w dniach 12–21 listopada 1947 roku
Na ławie oskarżonych zasiadły 4 osoby. Wszyscy zostali uznani za winnych i skazani na terminowe kary pozbawienia wolności od 10 do 2 lat.
Wyrok amerykańskiego Trybunału Wojskowego w procesie załogi Flossenbürga (USA vs. Ferdinand Wilhelm i inni):
| Oskarżony         | Stopień             | Funkcja                                  | Wyrok                       |
| ----------------- | ------------------- | ---------------------------------------- | --------------------------- |
| Ernst Döplitz     | SS-Oberscharführer  | strażnik podczas ewakuacji obozu         | 10 lat pozbawienia wolności |
| Albert Fiedler    | więzień funkcyjny   | członek więźniarskiej policji obozowej   | 10 lat pozbawienia wolności |
| Ferdinand Wilhelm | SS-Unterscharführer | kierownik obozowego wydziału budowlanego | 3 lata pozbawienia wolności |
| Emil Weyrich      | SS-Unterscharführer | urzędnik administracji obozowej          | 2 lata pozbawienia wolności |

## Proces załogi Flossenbürga (US vs. Ottokar Tuma i inni) w dniach 28 listopada – 12 grudnia] 1947 roku
Na ławie oskarżonych zasiadło 5 osoby. Trzech oskarżonych skazano na krótkoterminowe kary pozbawienia wolności od 5 lat do 4 miesięcy, a dwóch uniewinniono.
Wyrok amerykańskiego Trybunału Wojskowego w procesie załogi Flossenbürga (USA vs. Ottokar Tuma i inni):
| Oskarżony        | Stopień            | Funkcja                   | Wyrok                           |
| ---------------- | ------------------ | ------------------------- | ------------------------------- |
| Heinrich Krauss  | SS-Oberscharführer | Rapportführer w podobozie | 5 lat pozbawienia wolności      |
| Bernard Banasiak | więzień funkcyjny  | kapo                      | 3 lata pozbawienia wolności     |
| Alfons Rösch     | więzień funkcyjny  | kapo w podobozie          | 4 miesiące pozbawienia wolności |
| Josef Kokott     | więzień funkcyjny  | starszy bloku w podobozie | uniewinniony                    |
| Ottokar Tuma     | nieznany           | nieznana                  | uniewinniony                    |

## Pozostałe procesy członków załogi Flossenbürga przed amerykańskim Trybunałem Wojskowym w Dachau
Przed Trybunałem w Dachau odbyło się również dwanaście indywidualnych procesów byłych członków personelu Flossenbürga.
Wyrok amerykańskiego Trybunału Wojskowego w pozostałych procesach załogi Flossenbürga
| Oskarżony            | Stopień             | Funkcja                                           | Data procesu                 | Wyrok                                                                         |
| -------------------- | ------------------- | ------------------------------------------------- | ---------------------------- | ----------------------------------------------------------------------------- |
| Wenzel Wodak         | SS-Oberscharführer  | kierownik komanda więźniarskiego                  | 2–13 czerwca 1947 roku       | śmierć przez powieszenie (wyrok wykonano 22 października 1948 roku)           |
| Georg Degner         | SS-Untersturmführer | komendant podobozu                                | 5–12 czerwca 1947 roku       | uniewinniony                                                                  |
| Rudolf Schulmeister  | więzień funkcyjny   | Lagerältester w podobozie                         | 18–19 września 1947 roku     | śmierć przez powieszenie (wyrok unieważniono)                                 |
| Johann Vican         | więzień funkcyjny   | kapo w podobozie                                  | 2 października 1947 roku     | 20 lat pozbawienia wolności                                                   |
| Julius Straub        | więzień funkcyjny   | kapo                                              | 3 października 1947 roku     | śmierć przez powieszenie (wyrok wykonano 29 października 1948 roku)           |
| Josef Brauner        | SS-Schütze          | strażnik w podobozie                              | 8–13 października 1947 roku  | śmierć przez powieszenie (wyrok wykonano 21 marca 1949 roku)                  |
| Max Arthur Auerswald | SS-Oberscharführer  | urzędnik administracji obozowej                   | 21 października 1947 roku    | śmierć przez powieszenie (karę zamieniono na dożywotnie pozbawienie wolności) |
| Peter Goldmann       | SS-Oberschütze      | strażnik podczas ewakuacji obozu                  | 27–29 października 1947 roku | śmierć przez powieszenie (wyrok wykonano 5 listopada 1948 roku)               |
| Friedrich Lutz       | nieznany (SS)       | strażnik                                          | 28–29 października 1947 roku | uniewinniony                                                                  |
| Eugen Ziehmer        | więzień funkcyjny   | kapo                                              | 29 października 1947 roku    | śmierć przez powieszenie (wyrok wykonano 15 stycznia 1949 roku)               |
| Helmut Fritzsche     | SS-Rottenführer     | strażnik odpowiedzialny za obozowe psy strażnicze | 30–31 października 1947 roku | 15 lat pozbawienia wolności                                                   |
| Kurt Gottzmann       | SS-Sturmmann        | strażnik podczas ewakuacji obozu                  | 7–12 listopada 1947 roku     | uniewinniony                                                                  |